# Coquillettomyia longicurvatus
Coquillettomyia longicurvatus är en tvåvingeart som beskrevs av Kashyap 1986. Coquillettomyia longicurvatus ingår i släktet Coquillettomyia och familjen gallmyggor. Inga underarter finns listade i Catalogue of Life.